# Khadijetou El Mokhtar
Khadijetou El Mokhtar é uma política da disputada República Árabe Saaraui Democrática, representante especial do território no Peru.

## Carreira
Khadijetou El Mokhtar é presidente da União das Mulheres Saharauis. Foi nomeada representante especial do corpo diplomático da República Democrática Árabe Sarau (RASD) para o Peru pelo presidente Brahim Ghali em 15 de maio de 2017. El Mokhtar também foi descrita como "embaixadora itinerante da RASD para a América Latina". O Peru havia reconhecido originalmente a RASD como um estado em 1984, mas rescindiu esse reconhecimento e congelou os laços diplomáticos em 1996.
O Presidente Ghali solicitou que El Mokhtar viajasse para o Peru para iniciar negociações para restaurar as relações diplomáticas, com as quais ele havia concordado em maio de 2016. Também foi alegado que ela viajou a convite do Senado peruano. El Mokhtar foi para o Peru com um passaporte espanhol e um visto de turista, pois a sua documentação da SADR não foi reconhecida pelo país. Ela esteve envolvida em reuniões políticas entre 10 de junho e 18 de julho, mas ao entrar novamente no Peru em 9 de setembro, foi impedida de entrar e detida no Aeroporto Internacional de Lima. Ela foi acrescentada a uma lista de pessoas proibidas de entrar no Peru, já que as suas reuniões políticas haviam violado os termos do seu visto de turista. Ela permaneceu no aeroporto, incapaz de entrar no país e sem vontade de sair, apesar dos pedidos da sua libertação. El Mokhtar recusou-se a sair voluntariamente para a RASD e, em 28 de setembro, foi transferida para a Espanha contra a sua vontade.